# Thomas no Shinzō
Thomas no Shinzō (トーマの心臓, Tōma no Shinzō, "O Coração de Thomas") é um mangá shōjo de 1974 escrito e ilustrado por Moto Hagio, considerado um dos primeiros exemplos de shōnen-ai (narrativa romântica com temática homossexual), ao lado da obra Kaze to Ki no Uta de Keiko Takemiya. Foi publicado pela editora Shogakukan na revista Shōjo Comic em três volumes . O mangá foi adaptado para o cinema com o filme 1999-nen no natsu yasumi, e também para o teatro. Moto Hagio inspirou-se nos romances de Hermann Hesse, especialmente Demian (1919), e no filme de 1964 Les Amitiés particulières.
Thomas no Shinzō foi desenvolvido e publicado durante um período de imensa mudança e agitação para o mangá shōjo como um meio, caracterizado pelo surgimento de novos estilos estéticos e histórias narrativamente mais complexas. Essa mudança veio a ser incorporada por uma nova geração de artistas de mangá shōjo coletivamente chamados de Grupo do Ano 24 , do qual Hagio era membro. Hagio desenvolveu originalmente a série como um projeto pessoal que ela não esperava que fosse publicado. Depois de mudar de editora de Kodansha para Shogakukan em 1971, Hagio publicou uma versão one-shot (capítulo único autônomo) vagamente adaptada de Thomas no Shinzō intitulada The November Gymnasium ( 11月のギムナジウム, Jūichigatsu no Gimunajiumu ) antes de publicar a série completa em 1974.
Embora Thomas no Shinzō tenha sido inicialmente mal recebido pelos leitores, no final de sua serialização estava entre as séries mais populares da Shūkan Shōjo Comic . Influenciou significativamente o mangá shōjo como meio, com muitas das marcas estilísticas e narrativas da série se tornando tropos padrão do gênero. A série atraiu considerável interesse acadêmico tanto no Japão quanto internacionalmente, e foi adaptada para um filme, uma peça de teatro e um romance. Uma tradução em inglês com título The Heart of Thomas , traduzida por Rachel Thorn, foi publicada pela Fantagraphics Books em 2013.

## Enredo
A série passa-se no colégio interno fictício Schlotterbach, na Alemanha. Onde um aluno chamado Thomas Werner suicidou-se atirando-se de um trem em movimento, e deixa uma carta para Julusmole Bauernfeind apelidado de Juli, um jovem que Thomas amava. A história muda após a chegada de Erich Frühling, um jovem com a aparência idêntica a Thomas.

## Personagens
Thomas Werner (トーマ・ヴェルナー, Tōma Verunā)
Um estudante de treze anos, que comete suicídio no início da história, deixando uma carta para Juli.
Julusmole Bauernfeind (ユリスモール・バイハン, Yurisumōru Baihan)
Julusmole Bauernfeind, também conhecido pela alcunha Juli (ユーリ, Yūri), é um estudante de 14 anos. O abuso que sofreu nas mãos de Siegfried o levou a acreditar que não era digno do amor e rejeitar os avanços românticos de Thomas.
Oskar Reiser (オスカー・ライザー, Osukā Raizā)
Um colega de Juli, de 15 anos. Que age como delinquente, mas no fundo possui um forte senso de responsabilidade com os outros, sendo um dos únicos colegas que conhece o passado de Juli.
Erich Frühling (エーリク・フリューリンク, Ēriku Furyūrinku)
Um estudante de 15 anos transferido da Colônia, que chega a Schlotterbach logo após a morte de Thomas, e que se parece muito com Thomas.

### Personagens secundários
Ante Löwer (アンテ・ローエ, Ante Rōhe )
Um estudante de treze anos em Schlotterbach que é apaixonado por Oskar e nutre ciúmes de Juli como alvo das afeições de Oskar. Ele fez uma aposta com Thomas para seduzir Juli na esperança de distanciar Oskar e Juli; sem saber dos sentimentos genuínos de Thomas por Juli, ele se culpou quando a aposta saiu pela culatra e Thomas se matou como resultado da rejeição de Juli. Ante é calculista e rancoroso, mas eventualmente amadurece e admite as consequências de suas ações.
Siegfried Gast (サイフリート・ガスト, Seifuriito Gasuto )
Um ex-aluno de Schlotterbach. Ele é conhecido por sua inteligência, delinquência e libertinagem, e se proclama maior que Deus. Antes dos eventos da série, Juli se viu atraído por Siegfried contra seu melhor julgamento, levando a um incidente em que ele foi abusado e torturado por Siegfried e vários outros veteranos. Siegfried e os veteranos foram expulsos de Schlotterbach como resultado.
Julius Sidney Schwarz (ユーリ・シド・シュヴァルツ, Yūri Shido Shuvarutsu )
O amante da mãe de Erich, Marie, na época de sua morte; um acidente de carro em Paris mata Marie e faz com que Julius perca uma de suas pernas. Ele visita Erich e se oferece para adotá-lo, ao que Erich consente.
Gustav Reiser (グスターフ・ライザー, Gusutāfu Raizā )
Pai legal de Oskar. Ao saber que Oskar não é seu filho biológico, ele assassinou sua esposa e enviou Oskar para Schlotterbach antes de fugir para a América do Sul.
Müller (ミュラー, Myurā )
O diretor de Schlotterbach. Um antigo amigo de Gustav e pai biológico de Oskar.

## Sequências
By the Lake: The Summer of Fourteen-and-a-Half-Year-Old Erich (湖畔にて – エーリク十四と半分の年の夏, Kohan nite – Ēriku Jūyon to Hanbun no Toshi no Natsu ) é uma sequência One-shot de Thomas no Shinzō. A história segue Erich enquanto ele passa férias no Lago de Constança com Julius, que agora é seu pai adotivo; mais tarde, ele recebe uma carta de Juli e é visitado por Oskar. O mangá foi escrito e ilustrado por Hagio, e publicado em 1976 no livro de ilustração e poesia Strawberry Fields (ストロベリー・フィールズ, Sutoroberī Fīruzu ) publicado pela Shinshokan.
The Visitor (訪問者, Hōmonsha ) é uma Prequel one-shot de Thomas no Shinzō. A história se concentra em Oskar: primeiro enquanto ele está de férias com Gustav antes de chegar a Schlotterbach, e depois quando ele conhece Juli pela primeira vez.  O mangá foi escrito e ilustrado por Hagio, e publicado na edição da primavera de 1980 da Petit Flower.

## Adaptações

### Filme
O filme de 1988, 1999-nen no natsu yasumi (1999年の夏休み, Sen-kyūhyaku-kyūjūkyū-nen no natsu yasumi) dirigido por Shusuke Kaneko e escrito por Rio Kishida. Foi baseado em Thomas no Shinzō, e as personagens masculinas foram interpretadas por meninas que vestiam calções e faziam falas masculinas. O filme segue quatro garotos que vivem sozinhos em um internato isolado e aparentemente congelado no tempo; o filme utiliza um estilo Retrofuturista, com Kaneko afirmando que, como a serie original não é uma história totalmente Realista, ele escolheu rejeitar o realismo para sua adaptação.No filme, as personagens Thomas e Erich foram renomeadas para Yuu e Kaoru, um nome neutro em termos de género. O filme foi adaptado para um romance de Kishida, que foi publicado em 1992 pela Kadokawa Shoten.

### Teatro
Em 1996, a companhia de teatro Studio Life, adaptou Thomas no Shinzō para uma peça teatral sob a direção de Jun Kurata. A adaptação é considerada um ponto de virada para a companhia: ela começou a encenar peças exclusivamente com atores masculinos, integrou elementos Shingeki (realistas) em suas produções e mudou seu repertório para se concentrar principalmente em obras tanbi (romance entre homens).  A peça se tornou uma das peças de assinatura do Studio Life e é regularmente apresentada pela companhia.  The Visitor, a prequela de Thomas no Shinzō, também foi adaptada pela companhia.

## Recepção
O antropólogo Matt Thorn escreveu que Thomas no Shinzō tratava-se de um "amor espiritual ou mental", e que a obra posterior de Moto Hagio, Zankokuna Kami ga Shihai Suru, era a "versão adulta" de Thomas no Shinzō. Bill Randall notou a formação de vários hábitos no manga shōjo de Moto Hagio, como o uso de asas angelicais. Midori Matsui interpretou o manga nos termos da teoria de Sigmund Freud e considerou que a relação entre as personagens era vivida num "universo edípico fechado como a persona fragmentada do ego narcisista". Para James Welker, o tema principal do manga foi o amor, e descreveu a representação da obra como "graciosa, por vezes traumática", considerando o desempenho da vida das personagens principais.